# Немезида 2: Туманність
«Немезида 2: туманність» (англ. Nemesis 2: Nebula) — американський фантастичний бойовик, режисера Альберта Пьюна. Фільм знімався тільки для відео.

## Сюжет
Війна між людьми і киборгами почалася 73 роки тому, в 2027 році. Війну виграли кіборги, і люди стали їх рабами. Вчений руху опору створив супермолекулу ДНК. Жінка Зана була обрана, щоб народити цю дитину. Кіборги дізналися про небезпеку і почали полювання за допомогою головного мисливця Небюла. Зана знає, де був захований корабель, здатний подорожувати в часі. Вона потрапляє до Західної Африки 1980 року, де йде нескінченна межпліменна війна. Там вона залишає свою дочку Алекс, вважаючи, що колись вона прийде до неї і виграє війну з киборгами. Але сама вона майже відразу ж гине. Дитина залишається одина, і її усиновлює місцеве плем'я. Минає 20 років. В Америці майбутнього кіборги з'ясовують, де знаходиться доросла дитина, і відправляють туди мисливця Небюла…

## У ролях
- Сью Прайс — Алекс
- Чад Стахелскі — Небула
- Тіна Коте — Емілі
- Ерл Вайт — По / Джуна
- Джахі Дж.Дж. Зурі — Замі / повстанець 2
- Карен Стадер — Зана
- Шелтон Бейлі — ватажок племені
- Донья Дінна — дівчина
- Джон Х. Епштейн — голова U.N
- Шерон Брунео — Лок
- Деббі Магглі — Дітко
- Захарі Стадер — маленька Алекс
- Дейв Фішер — Осло
- Боббі Браун — повстанець 1
- Цинкью Гленді — маленька Джуна
- Річард Цетрон — повстанець найманцем 1
- Майкл Бенкс — повстанець найманцем 2
- Трейсі Девіс — Сем
- Майкл Халслі — оповідач / Небюла (озвучка)
- Джек Томерсон  — доктор
- Леонард МакКензі — воїн племені
- Стівен Естес — воїн племені
- Рік Воллес — воїн племені
- Деріл Харден — воїн племені
- Кеннет Салахдкв — воїн племені
- Джеррі Лі — воїн племені
- Джон Джонс — воїн племені
- Філіп МакКінні — воїн племені
- Том Вайтлі — воїн племені